# Commaladera costipennis
Commaladera costipennis är en skalbaggsart som beskrevs av Leon Fairmaire 1901. Commaladera costipennis ingår i släktet Commaladera och familjen Melolonthidae. Inga underarter finns listade i Catalogue of Life.